# Cristallo a tramoggia

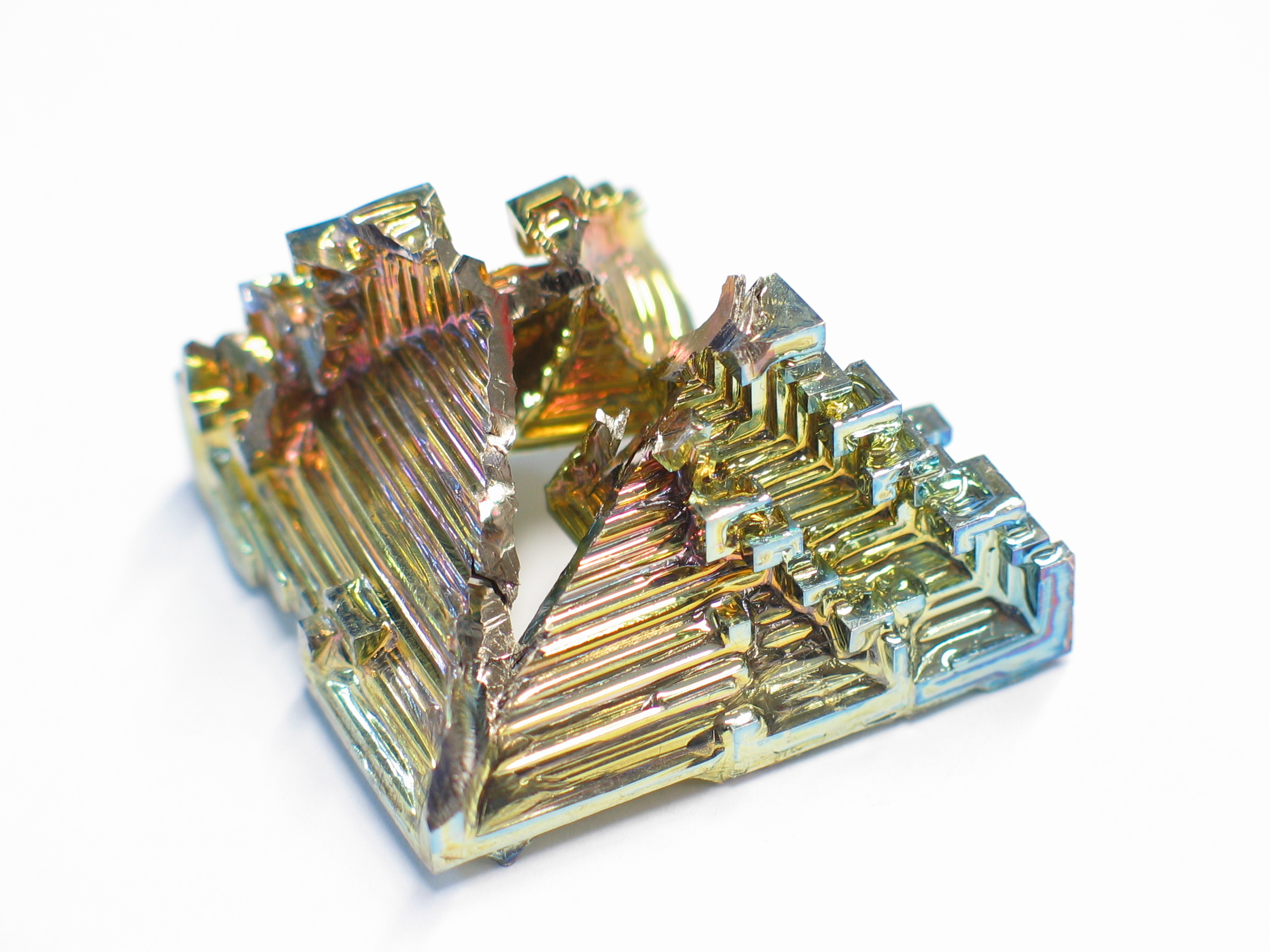
Cristallo di bismuto sintetico

Un cristallo a tramoggia (in inglese hopper crystal) è una varietà di cristallo, definita dalla sua forma "a tramoggia".
I bordi dei cristalli a tramoggia sono pienamente sviluppati, ma gli spazi interni non sono riempiti. Questo dà come risultato quella che sembra una formazione reticolare scavata a gradini, come se qualcuno avesse rimosso sezioni interne dei singoli cristalli. In realtà, le sezioni "rimosse" non si sono mai riempite, perché il cristallo stava crescendo così rapidamente che non c'era abbastanza tempo (o materiale) per riempire i vuoti. I bordi interni di un cristallo a tramoggia mostrano ancora la forma cristallina caratteristica dello specifico minerale, e così sembrano una serie di versioni in miniatura, sempre più ridotte, del cristallo originale.
Il modellamento a tramoggia avviene quando l'attrazione elettrica è più alta lungo i bordi del cristallo: questo causa una crescita più veloce ai bordi che vicino ai centri delle facce. Questa attrazione attira le molecole del minerale più fortemente delle sezioni interne del cristallo, in questo modo i bordi si sviluppano più rapidamente. Tuttavia, la fisica basilare di questo tipo di crescita è la stessa di quella dei dendriti ma, poiché l'anisotropia nell'energia dell'interfaccia solido-liquido è così grande, la dendrite così prodotta esibisce una morfologia sfaccettata.
Il modellamento a tramoggia è comune in molti minerali, inclusi il bismuto coltivato in laboratorio, la galena, il quarzo (chiamati cristalli a scheletro o a finestra), l'oro, la calcite, l'halite (sale) e l'acqua (ghiaccio).